# Plan de Corones
Il Plan de Corones (Kronplatz in tedesco, Plan de Corones in ladino) è una montagna delle Alpi Sud-orientali (Dolomiti di Braies) alta 2275 m s.l.m., posta a spartiacque fra la Val Pusteria e la val di Marebbe, in Alto Adige, a 3 chilometri a sud di Brunico. L'origine del massiccio a forma di panettone, il cui punto più alto si chiama Spitzhörnle o anche Hühnerspiel, è vulcanica.
Sito panoramico che offre un'ampia visuale sulle montagne circostanti, dalle Dolomiti (le vette più lontane visibili sono la Marmolada e la Fradusta) fino alle vette delle Alpi in Val Venosta, la relativa stazione sciistica fa parte del comprensorio del Dolomiti Superski.

## Toponimo

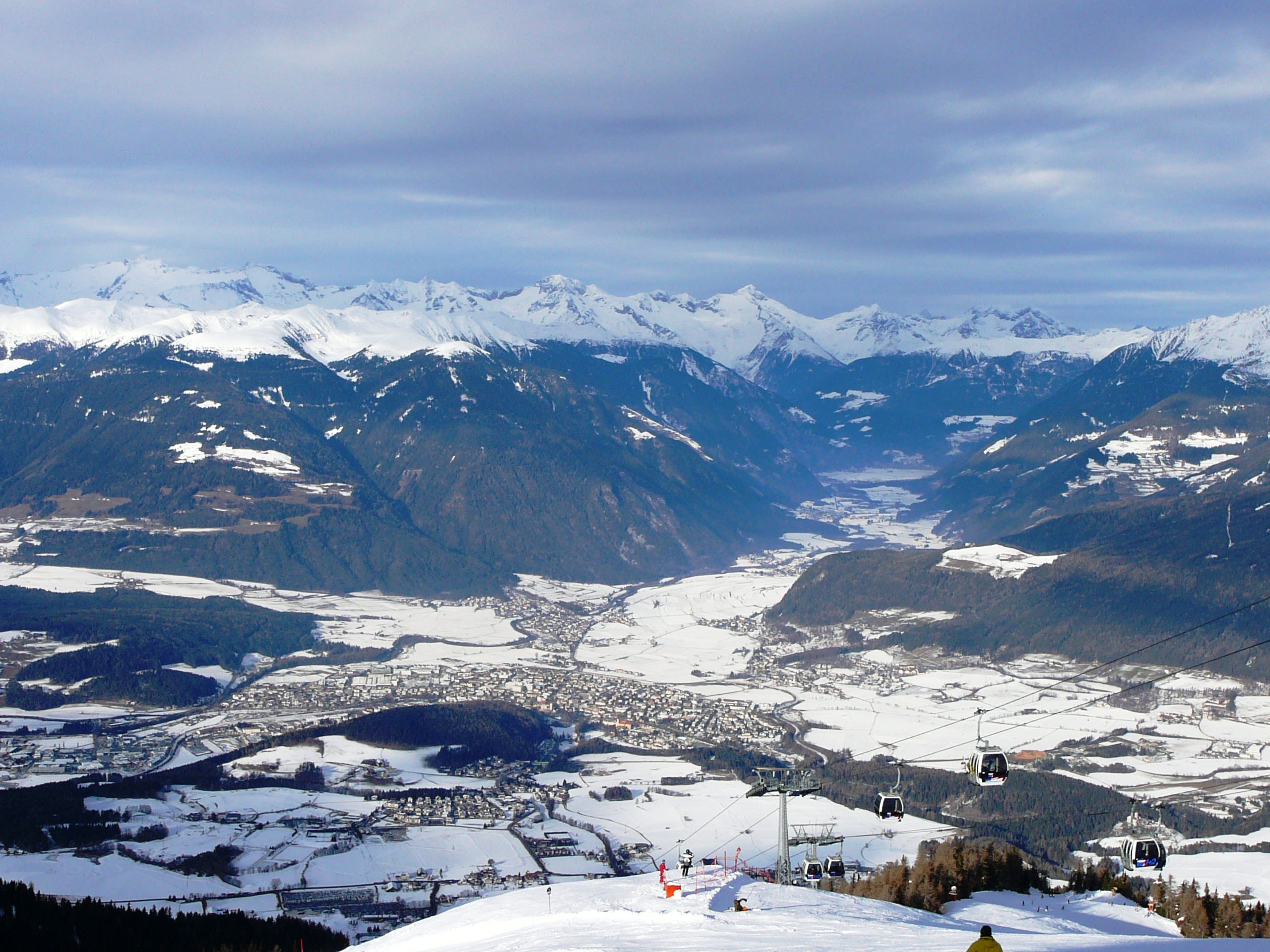
Panorama su Brunico e sulla Valle Aurina dalla cima.

Il toponimo ladino Plan de Corones deriva probabilmente dal lemma retoromanzo *corōna, riferito a qualcosa di sporgente, come le terrazze rocciose, una caratteristica locale (tuttora corōna in ladino possiede tale significato). Un'ulteriore interpretazione suggerisce la derivazione del toponimo dai Curunes, antichi spiriti dei monti delle leggende ladine.
Il nome tedesco di Kronplatz è di uso recente, traslitterazione del toponimo ladino. Tale toponimo suggerì a Karl Felix Wolff di ambientare qui l'incoronazione di Dolasilla. Ma nessuna tradizione antecedente al lavoro di Wolff (la cui credibilità critica è ampiamente discussa) conferma tale tradizione.
Prima dell'affermarsi dell'uso di Kronplatz le forme tedesche erano Spitzhörnle, attestato nel 1557 come Spizhörnle e nel 1840 come Hörnle oder Kronplatz, nonché Hühnerspiel, attestato nel 1474 come Hünerspyl e nel 1485 come Hünerspiel waldl. La presenza frequente nel toponimo tedesco del vocabolo Huhn (pollo) nella forma plurale Hühner ha suggerito l'uso di un gallo come mascotte della stazione sciistica e associazione turistica.

## Storia

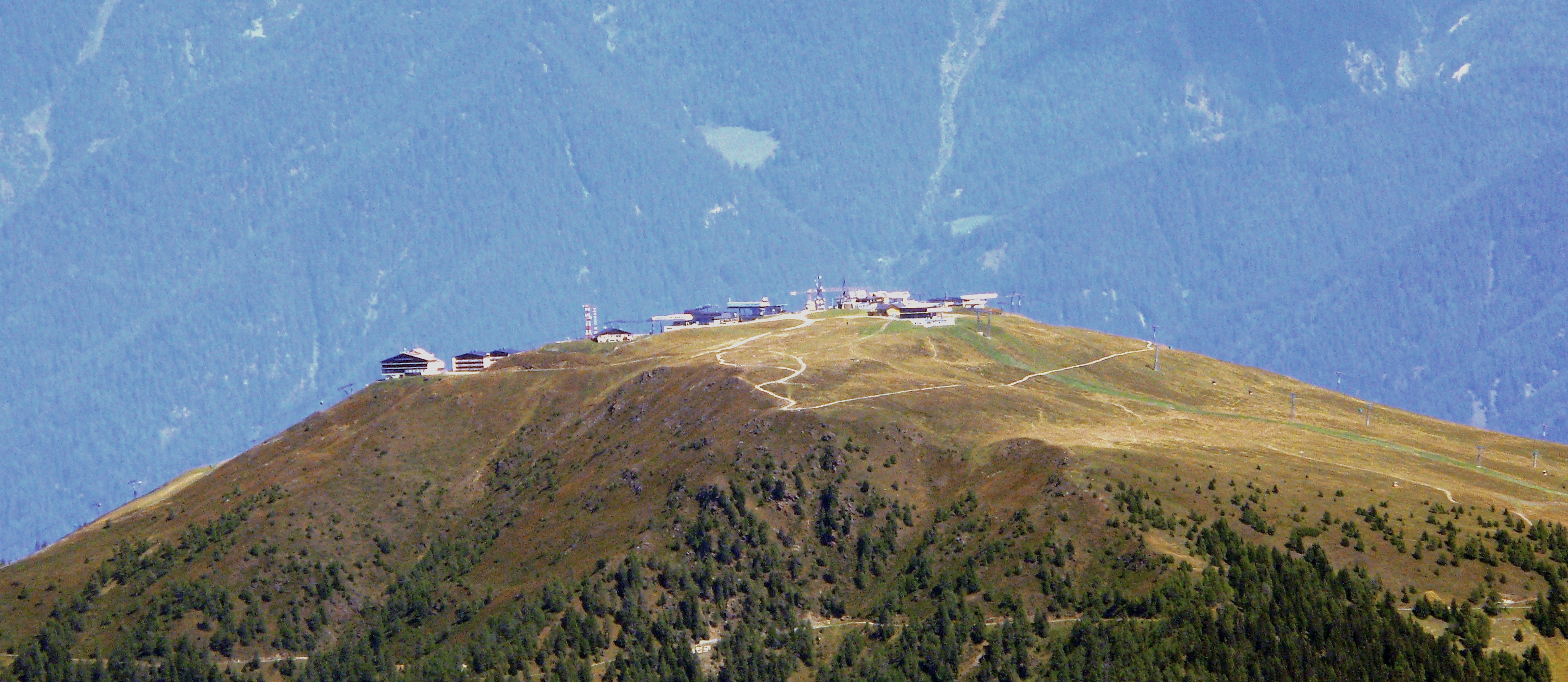
La cima di Plan de Corones, chiamata Spitzhörnle o Hühnerspiel, vista dal Sass de Putia.

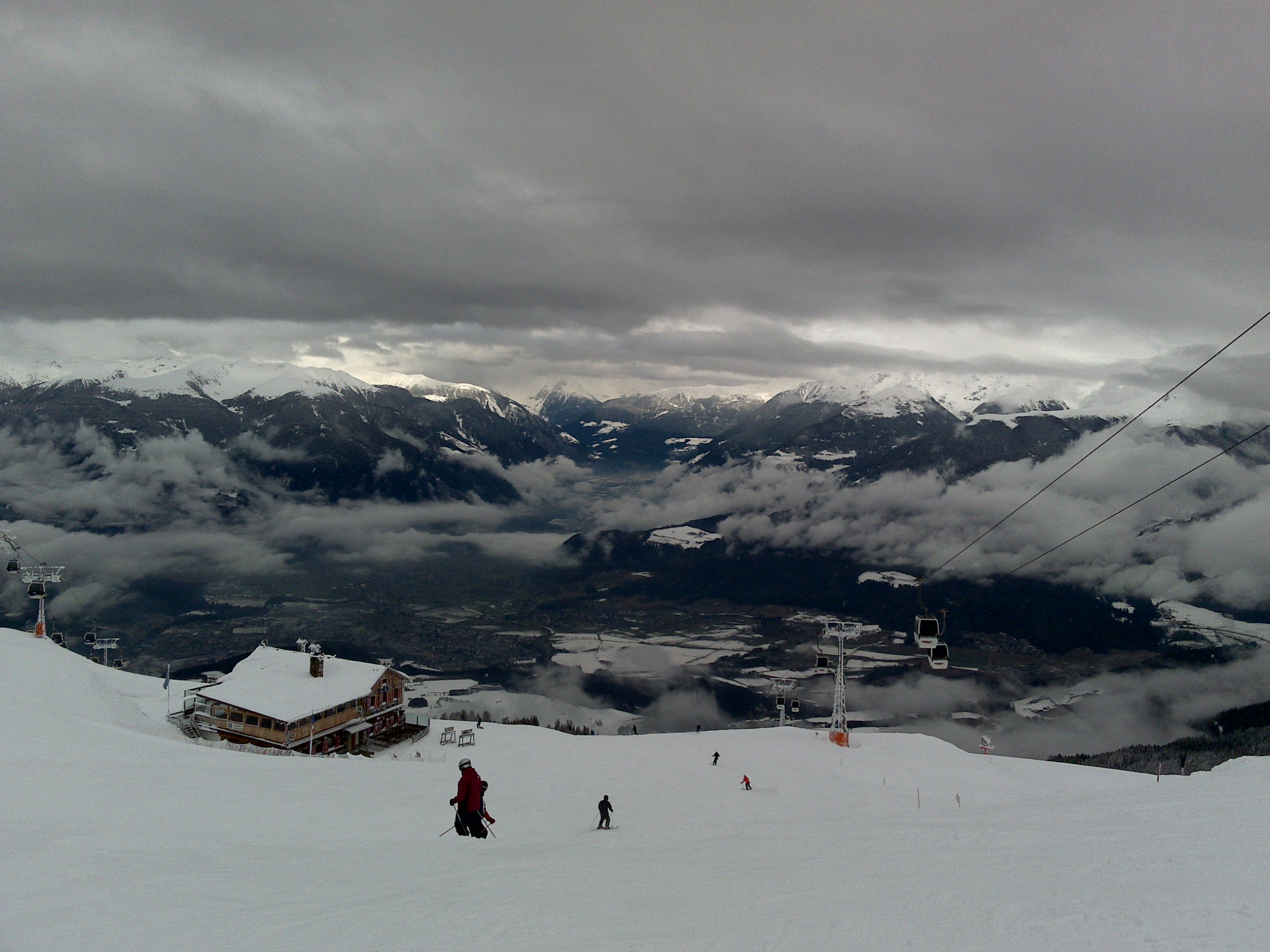
Panorama

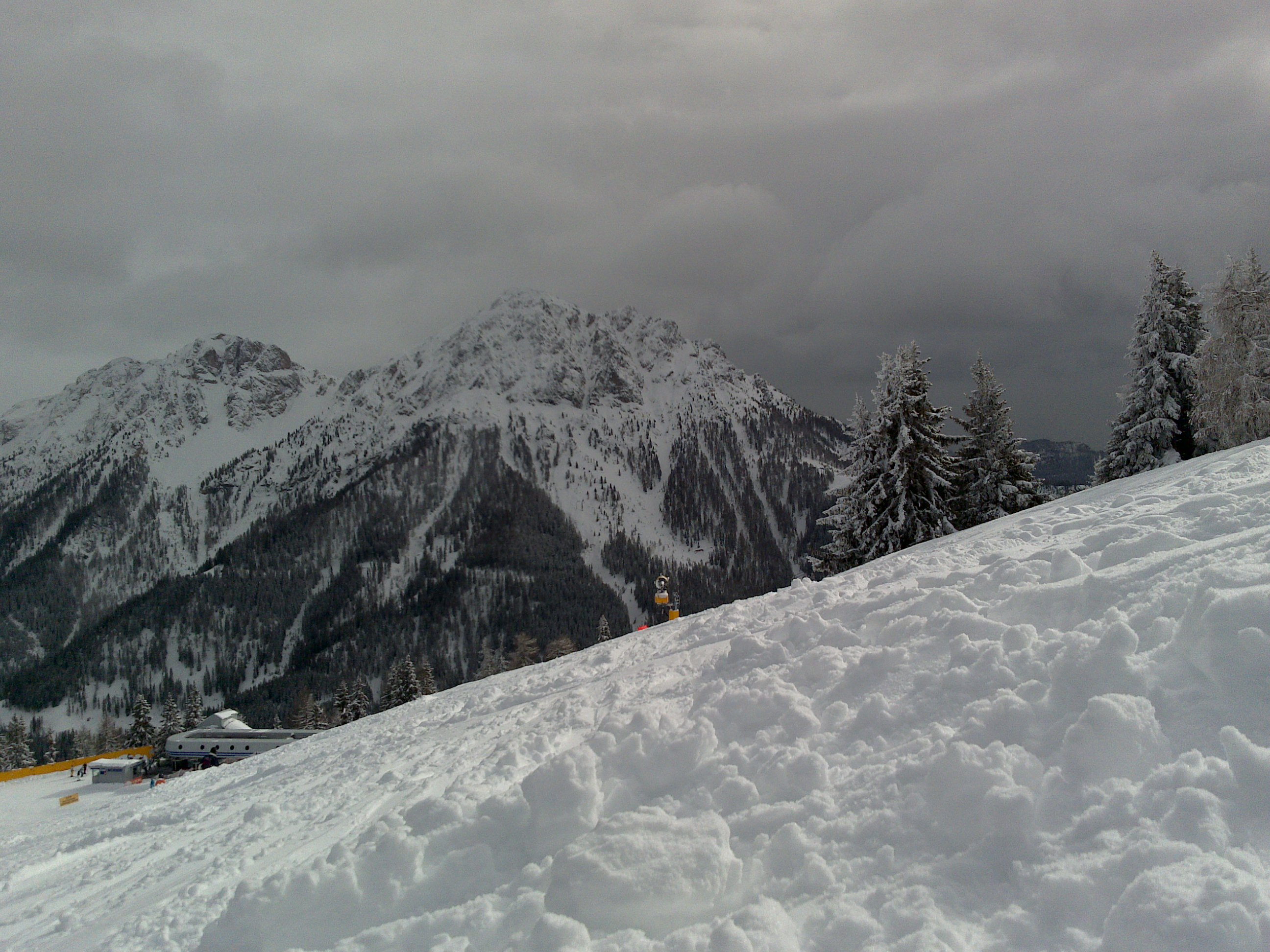
Panorama

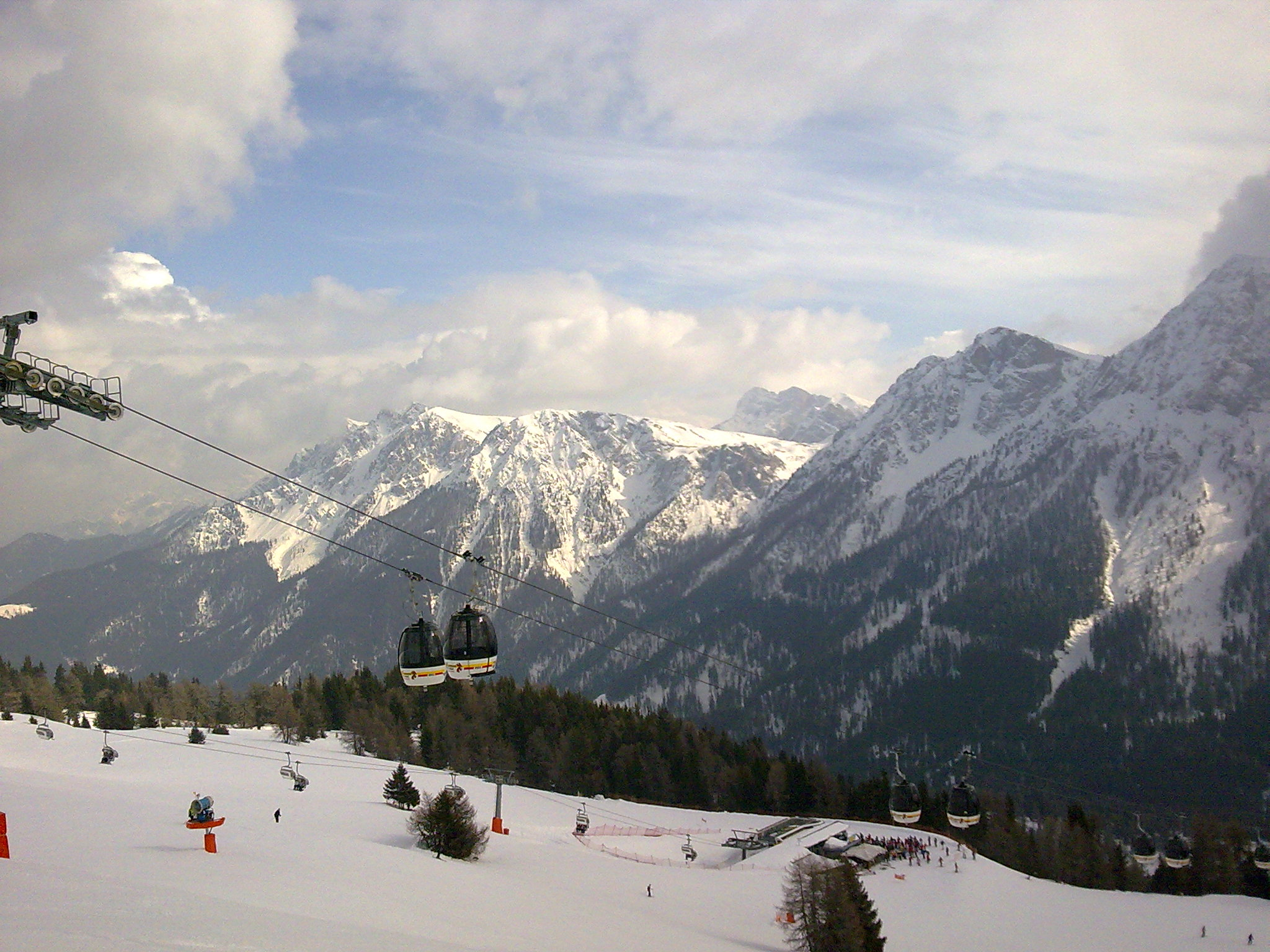
Panorama

Da lungo tempo vi era il desiderio di rendere Plan de Corones più accessibile agli abitanti di Brunico. Già prima della Grande Guerra 1914-1918 venne progettata una teleferica, non realizzata a causa del deflagrare del conflitto. L'idea fu ripresa nel 1938, quando nella riunione del 19 gennaio del consiglio di amministrazione della "Società Dolomiti Funivia Monte Corona" venne commissionata la costruzione di una funivia. Ma il progetto stavolta non riuscì a causa di difficoltà a ottenere il finanziamento di un milione di lire, tanto che alla fine del 1939, in una riunione generale, fu deciso lo scioglimento della società. Anche negli anni 50 il progetto di una funivia, ripreso da Willy Kofler, allora presidente dell'Azienda di Promozione Turistica (APT) di Brunico, forza trainante per lo sviluppo del Plan de Corones, fallì ancora una volta per mancanza di sostegno economico-finanziario di quei circoli che erano in possesso del capitale necessario. Alla fine del decennio seguì un tentativo di Ernst Lüfter e di un gruppo di cittadini di Brunico, che rilanciarono la costruzione della funivia.
Nel 1960 fu fondata la "Società Funivia Plan de Corones" (Kronplatz Seilbahn AG), con un capitale sociale di 550 000 lire. Nel 1961 essa venne trasformata in una società cooperativa, con la denominazione di "Impianti di risalita di Plan de Corones Brunico" (Kronplatz Seilbahn AG Bruneck). Il capitale sociale era di un milione di lire. Il 27 settembre 1961 alla ditta "Fratelli Reichegger" di Campo Tures fu fatto un versamento iniziale per la costruzione di una funivia, ma non vi erano fondi sufficienti per la realizzazione dell'opera, che sarebbe costata 283 milioni di lire. Inoltre, il progetto non ricevette nemmeno a Roma il nulla osta del Ministero dei Trasporti, per scarsità dei finanziamenti. Fu necessario cercare altrove e successivamente le aziende vennero invitate a presentare un'offerta. Infine, nel 1962, l'incarico per la costruzione della funivia fu assegnato alla ditta "Ceretti Tanfani", che aveva chiesto solo 137 milioni di lire.
All'inizio ci furono grandi difficoltà economiche per il reperimento dei finanziamenti necessari all'opera, ma nonostante ciò, nell'estate del 1963 vennero aperti i cantieri. Così finalmente, nel Natale del 1963, furono inaugurate sia la funivia sia la sciovia Belvedere. Nella prima stagione sciistica le entrate furono così deludenti che gli introiti consentirono soltanto di prendere un prestito per un importo di 125 milioni di lire; con i ben superiori incassi degli anni seguenti furono costruiti numerosi altri impianti. Furono costituite altre due società da altri investitori a Valdaora e San Vigilio di Marebbe che a loro volta costruirono dapprima sciovie poi seggiovie sui loro versanti della montagna. Così il primo importante passo era stato compiuto e veniva avviato lo sviluppo locale di Brunico e della sua montagna per la pratica degli sport invernali. Una politica costante di investimenti, pur in tempi economicamente critici, ha fatto di Plan de Corones quello che è oggi: un rinomato comprensorio sciistico.

## Sport invernali
Il Plan de Corones, località di turismo invernale ed estivo, è dotata di 32 impianti di risalita all'avanguardia che servono 50 piste da discesa per un totale di 119 km; fa parte del comprensorio Dolomiti Superski e può contare su circa 300 esercizi alberghieri nel raggio di 15 chilometri. Alla cima del Plan de Corones, sorta di terrazza panoramica naturale dalla quale si gode una vista impareggiabile su gran parte delle più alte e famose vette delle Dolomiti (Marmolada, Sass de Putia, Sassolungo, Civetta, Pelmo, Lagazuoi e molte altre), delle Alpi Retiche e delle Alpi della Zillertal, si può accedere da tre versanti che corrispondono alle tre aree sciistiche del comprensorio, ossia Riscone di Brunico (Reischach), Valdaora (Olang) e San Vigilio di Marebbe (Enneberg o, in ladino, Plan de Mareo). Questa conformazione fa sì che le discese a valle verso le tre località siano particolarmente lunghe e variegate, in grado di accontentare sia il principiante, come nel caso si decida di scendere verso San Vigilio, sia lo sciatore più evoluto che raggiunga Valdaora, sia infine i più tecnici che troveranno grande soddisfazione percorrendo le ripide piste Hernegg e Sylvester per arrivare a Riscone.
Dall'inverno 2008-09, con l'apertura della nuova pista "Piculin" che dal Piz de Plaies scende a Piccolino (in ladino appunto Piculin), in Val Badia, il comprensorio è collegato con quest'ultima a mezzo bus con pianale ribassato, che in 20 minuti circa conducono a La Villa. Sempre nell'inverno 2008-09 è stato inaugurato lo "Snowpark Plan de Corones" per gli amanti dello sci acrobatico e il free riding. È stata realizzata nel 2011 una nuova pista sul versante nord lunga 6 450 metri dotata, come tutte quelle del comprensorio, di impianto di innevamento programmato e che collega il Plan de Corones direttamente alla ferrovia della Val Pusteria attraverso una stazione di interscambio fra treno e cabinovia che sorge in località Perca (Percha); la stazione a monte di tale cabinovia è integrata a quella a valle della già esistente telecabina "Gipfelbahn", che si trova accanto al rifugio "Herzlalm". L'intento che sta alla base di questa nuova realizzazione è quello di liberare, per quanto possibile, la valle dal traffico privato offrendo la possibilità di usufruire di un collegamento "sci ai piedi", veloce ed economico, tra ferrovia e impianti di risalita. Nella stagione 2014-15, con il completamento della fermata "Versciaco-M. Elmo" è stato ultimato il collegamento Ski Pustertal Express, che permette il collegamento tra il Plan e le Dolomiti di Sesto in tre quarti d'ora con una frequenza di due treni ogni ora.
Dal 2000, ogni anno in dicembre, le piste Cianross ed Erta accolgono uno slalom parallelo maschile valido per la Coppa Europa. Dal 2010 la pista che scende verso Valdaora ospita una competizione di Böckl, un particolare tipo di slittino.
La già citata pista Erta dalla stagione 2016-2017 ospita anche uno slalom gigante femminile valido per la Coppa del Mondo di sci alpino.

### Impianti di risalita
Il Plan de Corones ha 26 impianti di risalita, di cui 21 cabinovie ad agganciamento automatico, per una capacità massima di 71 200 persone ogni ora. Lunghezza complessiva degli impianti è di 47 km e raggiungono complessivamente 12 400 m di dislivello.
| n.  | Tipologia                             | Nome             | Lunghezza (m) | Dislivello (m) | Capacità (persone ogni ora) | Note                               |
| --- | ------------------------------------- | ---------------- | ------------- | -------------- | --------------------------- | ---------------------------------- |
| 100 | cabinovia                             | Kronplatz I      | 2871          | 906            | 2250                        |                                    |
| 101 | cabinovia                             | Kronplatz II     | 1160          | 408            | 2250                        |                                    |
| 102 | cabinovia                             | Kronplatz 2000   | 4060          | 1314           | 2000                        |                                    |
| 103 | cabinovia                             | Belvedere        | 1061          | 268            | 3300                        | Free WiFi                          |
| 105 | seggiovia ad agganciamento automatico | Sonne            | 691           | 206            | 2000                        | esaposto con sedili riscaldati     |
| 106 | cabinovia                             | Korer            | 1050          | 155            | 2000                        |                                    |
| 109 | cabinovia                             | Marchner         | 1710          | 451            | 3000                        | poltroncine riscaldate             |
| 112 | cabinovia                             | Ried             | 4300          | 805            | 3200                        | poltroncine riscaldate             |
| 113 | cabinovia                             | Gipfel           | 1704          | 541            | 4000                        | poltroncine riscaldate             |
| 201 | cabinovia                             | Ruis             | 1572          | 525            | 3180                        |                                    |
| 202 | cabinovia                             | Piz de Plaies    | 1384          | 434            | 2700                        |                                    |
| 203 | cabinovia                             | Skitrains Bronta | 396           | 39             | 2400                        |                                    |
| 204 | cabinovia                             | Pre da Peres     | 878           | 276            | 2200                        |                                    |
| 205 | cabinovia                             | Miara            | 1705          | 247            | 3000                        |                                    |
| 206 | cabinovia                             | Pedagà           | 631           | 129            | 2700                        |                                    |
| 207 | cabinovia                             | Cianross         | 295           | 99             | 1200                        |                                    |
| 208 | cabinovia                             | Col Toron        | 1369          | 336            | 2600                        |                                    |
| 210 | seggiovia ad agganciamento automatico | Costa            | 585           | 123            | 2400                        | quadriposto                        |
| 211 | cabinovia                             | Rara             | 539           | 138            | 2400                        |                                    |
| 215 | cabinovia                             | Piculin          | 1630          | 529            | 2400                        |                                    |
| 301 | cabinovia                             | Olang I          | 3026          | 908            | 3900                        | Free WiFi - poltroncine riscaldate |
| 302 | cabinovia                             | Olang II         | 1063          | 201            | 3900                        | Free WiFi - poltroncine riscaldate |
| 303 | seggiovia ad agganciamento automatico | Arndt            | 1492          | 422            | 2400                        | esaposto                           |
| 304 | cabinovia                             | Alpen Connecting | 2206          | 533            | 3100                        | Free WiFi                          |
| 308 | seggiovia ad agganciamento automatico | Plateau          | 1192          | 248            | 2445                        | esaposto                           |

### Piste
il comprensorio sciistico si avvale di una quarantina di piste principali per una lunghezza complessiva di una settantina di chilometri, che però equivalgono, grazie alla loro ampiezza, a 116 km se si considera che una pista media misura in larghezza 40 metri. Infatti, la superficie di piste battute che il Plan offre normalmente è di 464 ettari, tutti provvisti di impianti per l'innevamento artificiale. Le piste illuminate sono in pratica due, situate la prima a Riscone e la seconda a S. Vigilio.
| n.  | Difficoltà | Nome               | Lunghezza (m) | Altitudine inizio-fine (m) | Dislivello (m) | Pendenza media (%) | Note                                                             |
| --- | ---------- | ------------------ | ------------- | -------------------------- | -------------- | ------------------ | ---------------------------------------------------------------- |
| 1   | nera       | Sylvester          | 4950          | 2271-975                   | 1296           | 26,2               |                                                                  |
| 2   | rossa      | Seewiese           | 1250          | 2271-1863                  | 408            | 32,6               |                                                                  |
| 2R  | nera       | Seewiese           | 700           | 2175-1863                  | 312            | 44,6               |                                                                  |
| 2B  | nera       | Trasse             | 1100          | 2271-1863                  | 408            | 37,1               |                                                                  |
| 3   | rossa      | Pramstall          | 2000          | 2273-1732                  | 541            | 27,1               |                                                                  |
| 4   | nera       | Herrnegg           | 5100          | 2273-975                   | 1298           | 25,5               | pendenza massima 68%                                             |
| 5   | azzurra    | Olang 2            | 1200          | 2273-2072                  | 201            | 16,8               | cronometraggio automatico 'BMW'                                  |
| 6   | azzurra    | Plateau            | 1114          | 2273-2025                  | 248            | 22,3               | Kinderland                                                       |
| 7   | azzurra    | Belvedere          | 1200          | 2273-2005                  | 268            | 22,3               | Snowpark                                                         |
| 8   | azzurra    | Belvedere          | 1400          | 2273-2005                  | 268            | 19,1               |                                                                  |
| 9   | azzurra    | Furcia 9           | 2702          | 2273-1740                  | 525            | 19,4               |                                                                  |
| 10  | azzurra    | Sonne              | 900           | 2273-2067                  | 206            | 22,9               |                                                                  |
| 11  | rossa      | Sonne              | 1000          | 2273-2067                  | 206            | 20,6               |                                                                  |
| 12  | rossa      | Furcia 12          | 2427          | 2273-1740                  | 525            | 21,7               | cronometraggio automatico                                        |
| 14  | azzurra    | Korer 1            | 1100          | 1096-936                   | 160            | 14,5               | pista illuminata                                                 |
| 15  | azzurra    | Korer 2            | 1100          | 1096-936                   | 160            | 14,5               | pista illuminata & snowpark                                      |
| 16  | rossa      | Ried               | 7000          | 2275-935                   | 1355           | 19,4               |                                                                  |
| 17  | azzurra    | Spitzhorn          | 1730          | 2168-1819                  | 349            | 20,2               |                                                                  |
| 18  | azzurra    | Alpen              | 1756          | 2168-1819                  | 349            | 19,9               |                                                                  |
| 19  | azzurra    | Pracken            | 892           | 1819-1635                  | 184            | 20,7               | cronometraggio automatico 'BMW'                                  |
| 20  | azzurra    | Ruipa              | 890           | 2025-1819                  | 206            | 23,1               |                                                                  |
| 21  | rossa      | Gassl              | 3320          | 2072-1164                  | 908            | 27,3               |                                                                  |
| 22  | rossa      | Arndt              | 2028          | 2072-1662                  | 410            | 20,2               |                                                                  |
| 23  | rossa      | World Record Piste | 1650          | 1680-1174                  | 506            | 30,7               |                                                                  |
| 24  | azzurra    | Lorenzi            | 1334          | 2043-1680                  | 363            | 27,3               | fotopoint                                                        |
| 28  | azzurra    | Marchner           | 2280          | 2112-1556                  | 556            | 24,4               |                                                                  |
| 29  | azzurra    | Costa              | 923           | 1861-1738                  | 123            | 13,4               |                                                                  |
| 30  | azzurra    | Costa              | 790           | 1861-1738                  | 123            | 15,6               |                                                                  |
| 31  | azzurra    | Rara               | 911           | 1850-1678                  | 172            | 18,9               |                                                                  |
| 32  | rossa      | Pre da Peres       | 1067          | 2015-1738                  | 277            | 16,6               |                                                                  |
| 32R | nera       | Pre da Peres       | 866           | 2015-1738                  | 277            | 32,2               |                                                                  |
| 33  | rossa      | Rara               | 818           | 1850-1678                  | 172            | 21,2               |                                                                  |
| 34  | rossa      | Col Toron          | 1782          | 1804-1468                  | 336            | 18,9               |                                                                  |
| 36  | azzurra    | Miara              | 1976          | 1468-1221                  | 247            | 12,5               |                                                                  |
| 37  | rossa      | Cianross           | 465           | 1307-1203                  | 104            | 22,6               | pista illuminata & cronometraggio automatico                     |
| 38  | azzurra    | Corn               | 765           | 1307-1203                  | 104            | 13,7               |                                                                  |
| 39  | azzurra    | Pedagà             | 720           | 1314-1185                  | 129            | 17,9               |                                                                  |
| 40  | nera       | Erta               | 1610          | 1620-1185                  | 435            | 27                 | ospita gare di coppa del mondo di sci (slalom gigante femminile) |
| 41  | rossa      | Piz de Plaies      | 2310          | 1620-1185                  | 435            | 18,8               |                                                                  |
| 45  | nera       | Piculin            | 2000          | 1620-1113                  | 507            | 25,4               |                                                                  |

## Ciclismo

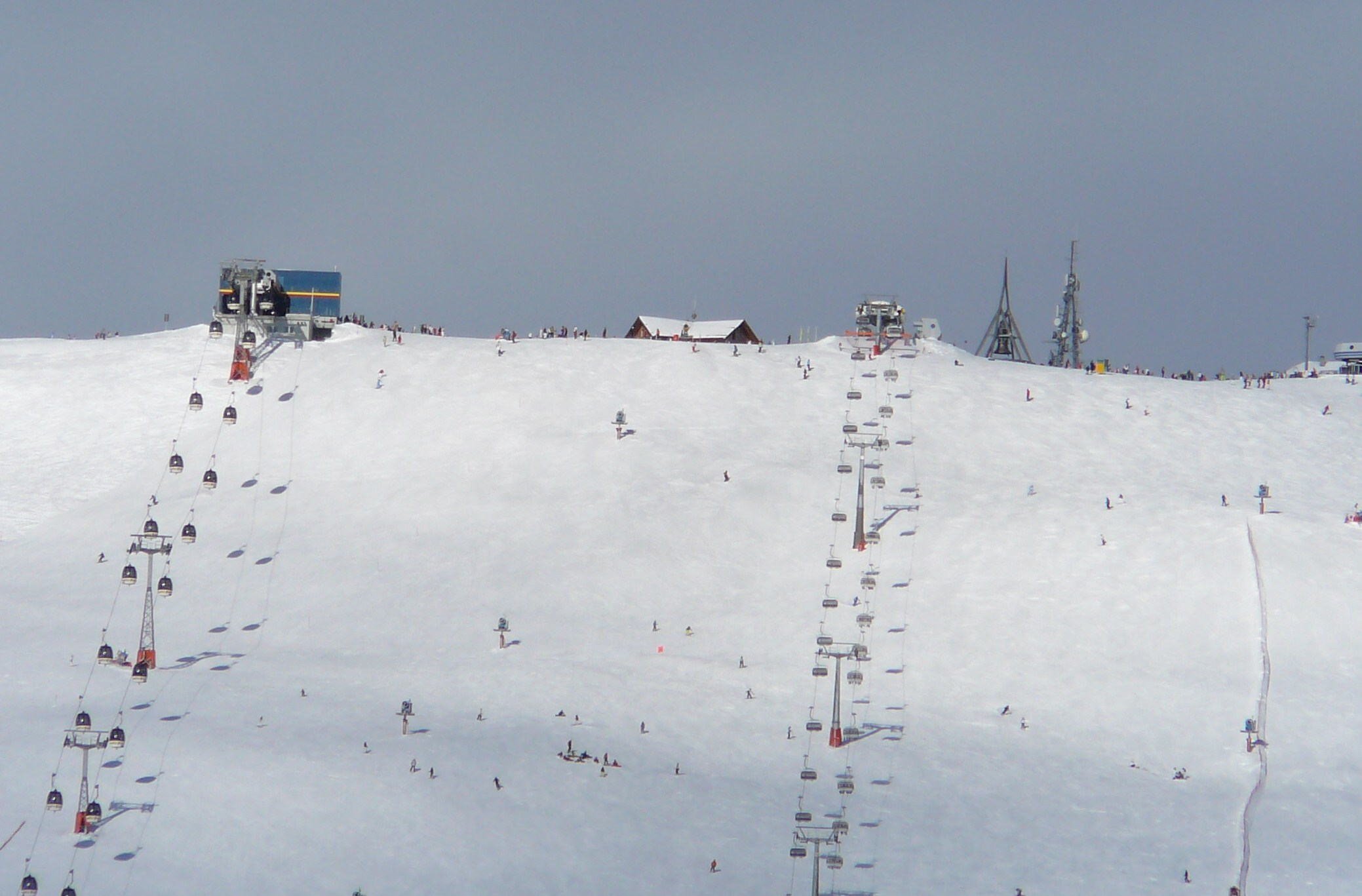
Due impianti di risalita sulla sommità

La strada bianca battuta dalla corsa ciclistica del Giro d’Italia che conduce al Plan de Corones ha inizio nei pressi del passo Furcia, della lunghezza di 5,250 km. La parte più dura della scalata avviene dal km 4,100 al km 4,400 dove è presente un tornante che tocca la pendenza del 24%.
L'inclinazione non va al di sotto dei 14% e nel tratto sono presenti 13 tornanti, dedicati ad altrettanti vincitori del Giro d'Italia non più in vita. Dal basso verso l'alto, le curve sono dedicate a: (13) Gaetano (Tano) Belloni, (12) Costante Girardengo, (11) Giovanni Brunero, (10) Alfredo Binda, (9) Learco Guerra, (8) Giovanni Valetti, (7) Gino Bartali, (6) Hugo Koblet, (5) Fausto Coppi, (4) Gastone Nencini, (3) Charly Gaul, (2) Jacques Anquetil, (1) Marco Pantani.

### Giro d'Italia
Il Giro d'Italia ha programmato l'arrivo in cima a Plan per tre volte:
| Edizione | Tappa | Partenza                              | Km   | Vincitore di tappa | Maglia rosa      |
| -------- | ----- | ------------------------------------- | ---- | ------------------ | ---------------- |
| 2008     | 16ª   | San Vigilio di Marebbe (Cronoscalata) | 12,9 | Franco Pellizotti  | Alberto Contador |
| 2010     | 16ª   | San Vigilio di Marebbe (Cronoscalata) | 12,9 | Stefano Garzelli   | David Arroyo     |

Anche nel Giro d'Italia 2006 era previsto l'arrivo a Plan de Corones della 17ª tappa con partenza da Termeno, ma questa fu accorciata per maltempo, con arrivo al Passo Furcia.

## Luoghi di interesse

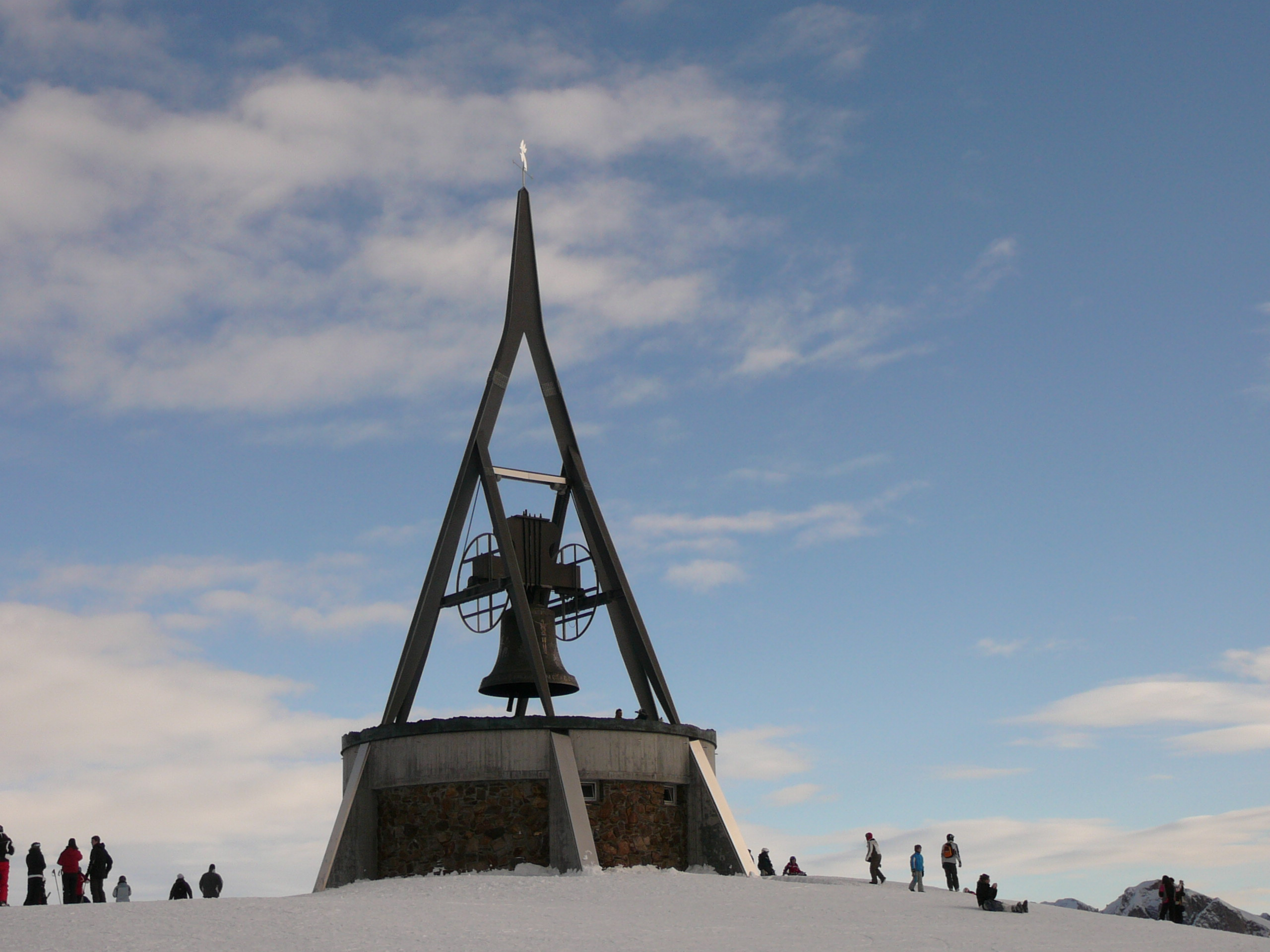
La campana della Concordia.

### Campana Concordia
Sabato 26 luglio 2003 a Plan è stata inaugurata e benedetta la campana della pace Concordia 2000, la 2ª più grande campana nell'arco alpino dopo Maria Dolens di Rovereto, con un peso di 18 tonnellate, fusa con lo scopo di portare nel mondo un messaggio di pace e convivenza tra i popoli della Terra.

### LaSchützenkapelle

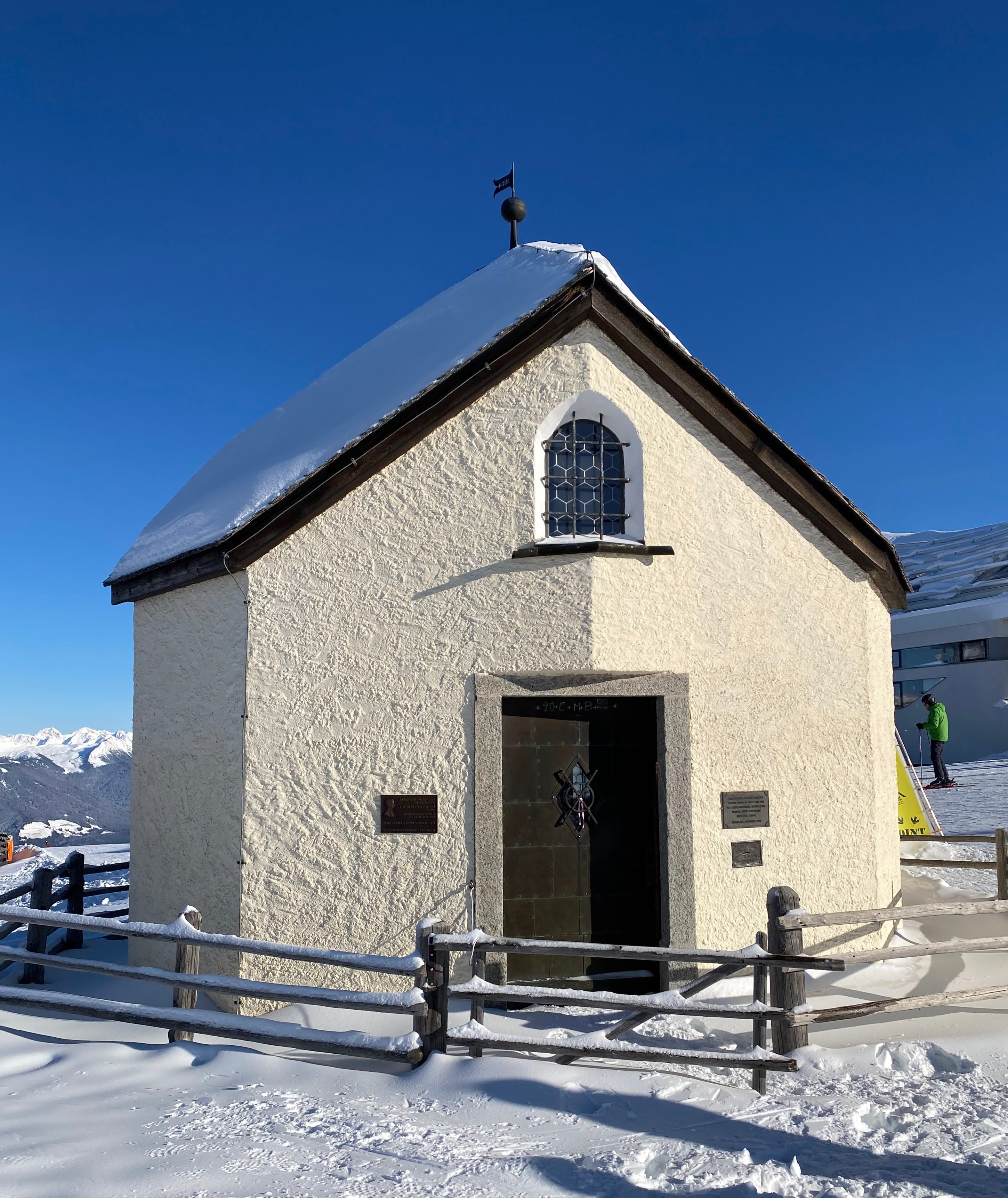
La cappella

Sulla sommità del monte si trova la cosiddetta Schützenkapelle ("cappella degli Schützen"), dedicata a San Sebastiano. Nel novembre 2018 le compagnie di Schützen del Sud- e Nordtirolo, per ricordare il centenario dell'esito sfavorevole della prima guerra mondiale all'unità politica della regione, smembrata nel 1918 tra Austria e Italia, fecero qui deporre una reliquia dell'ultimo imperatore austriaco Carlo I.

### MMM Corones

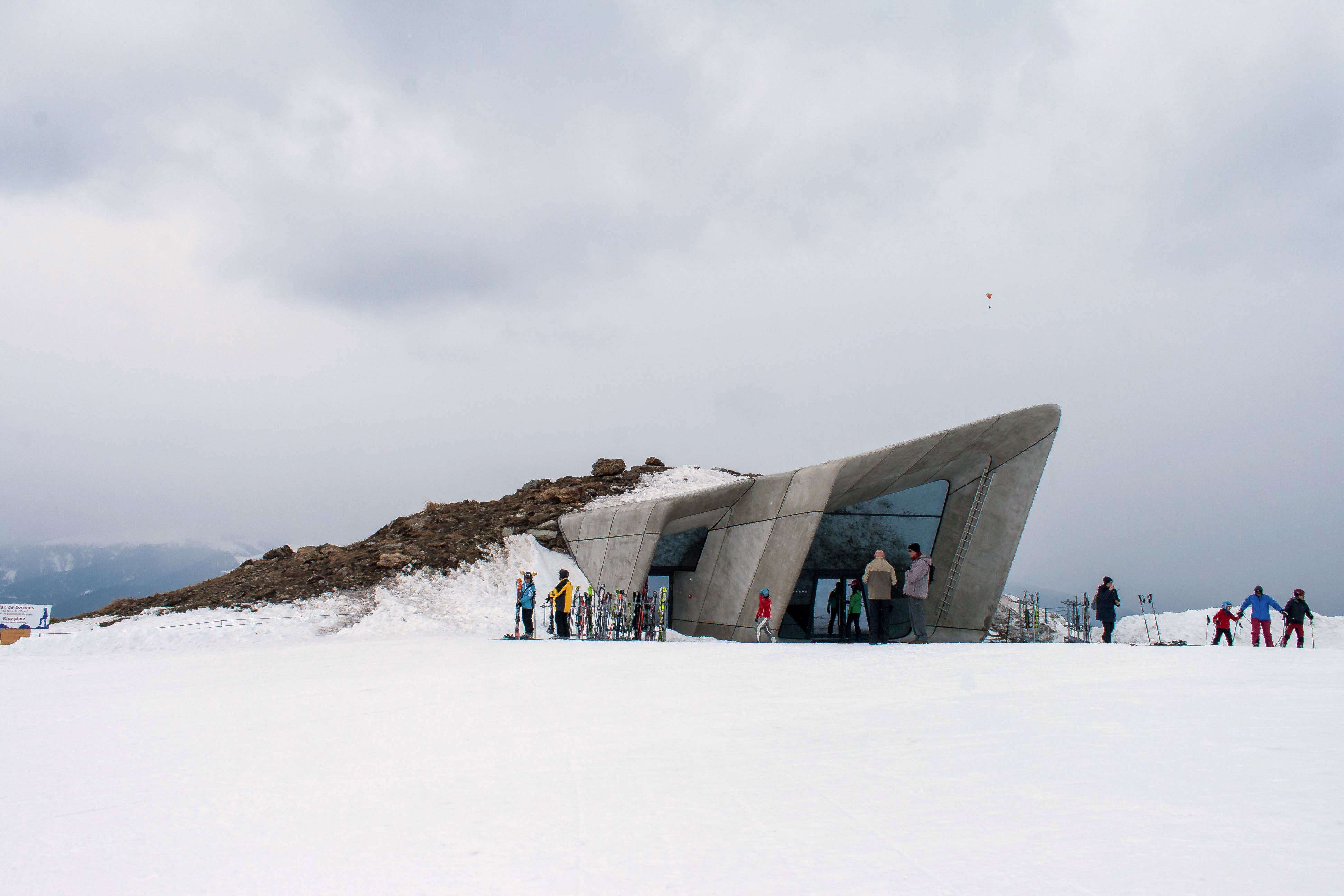
Il Messner Mountain Museum

Nel luglio del 2015 è stato inaugurato il sesto e ultimo museo della montagna (Messner Mountain Museum) voluto da Reinhold Messner. Questo museo è dedicato alla "roccia", la storia dell'alpinismo e dell'arrampicata. La progettazione dell'edificio semi nascosto nella vetta della montagna è stata affidata all'architetto Zaha Hadid.

### LUMEN - Museum of Mountain Photography
Nel dicembre 2018 è stato inaugurato, presso la stazione di monte, un avveniristico Museo della fotografia, denominato LUMEN, su progetto degli architetti EM2 Architekten.